# Pederneiras (kommun)
Pederneiras är en kommun i Brasilien.   Den ligger i delstaten São Paulo, i den södra delen av landet, 700 km söder om huvudstaden Brasília. Antalet invånare är 41 530.
Följande samhällen finns i Pederneiras:
- Pederneiras

Omgivningarna runt Pederneiras är en mosaik av jordbruksmark och naturlig växtlighet. Runt Pederneiras är det ganska tätbefolkat, med 56 invånare per kvadratkilometer.